# Кладовка (Вологодская область)
Кладовка — деревня в Вожегодском районе Вологодской области.
Входит в состав Тигинского сельского поселения, с точки зрения административно-территориального деления — в Тигинский сельсовет.
Расстояние по автодороге до районного центра Вожеги — 32 км, до центра муниципального образования Гридино — 12 км. Ближайшие населённые пункты — Неклюдиха, Губинская, Бильская.
По переписи 2002 года население — 3 человека.